# Paul Carpenter Standley
Paul Carpenter Standley, né le 21 mars 1884 à Avalon dans le Missouri et mort le 2 juin 1963 à Tegucigalpa, est un botaniste américain.
Il a notamment contribué à l'étude de la flore d'Amérique centrale.

## Publications
Liste non exhaustive
- 1917 : New East African Plants
- 1925 : Lista preliminar de las plantas de El Salvador (avec Salvador Calderon)
- 1926 : Plants of Glacier National Park
- 1934 : Common weeds
- 1937-1939 : Flora de Costa Rica
- 1943-1959 : Flora of Guatemala